# Hogna brunnea
Hogna brunnea là một loài nhện trong họ Lycosidae.
Loài này thuộc chi Hogna. Hogna brunnea được Friedrich Wilhelm Bösenberg miêu tả năm 1895.